# Spareribs
Spareribs (anglicky spare – volný, přebytečný; ribs – žebra) je kulinářský pojem pro nejlevnější výsek z vepřových žeber, zvláštní kus masa, chrupavek a kostí ze spodní části vepřových žeber u hrudní kosti a v oblasti břicha. Používá v asijské kuchyni (griluje se s pastou z červených chilli papriček nebo sojovou omáčkou) a severoamerické kuchyni (griluje se spolu s barbecue omáčkou).